# Internat (établissement scolaire)
Pour les articles homonymes, voir Internat.
 (novembre 2017).
Si vous disposez d'ouvrages ou d'articles de référence ou si vous connaissez des sites web de qualité traitant du thème abordé ici, merci de compléter l'article en donnant les références utiles à sa vérifiabilité et en les liant à la section « Notes et références ».

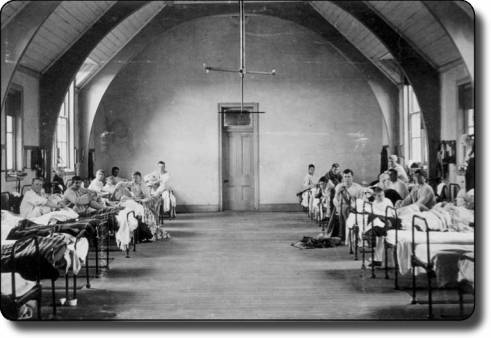
Tout internat possède un dortoir (ici celui du pensionnat d'Armidale, en Australie ; photo de 1898).

Un internat est une branche d'un établissement scolaire (école, collège, lycée, école d'enseignement supérieur...) qui offre la possibilité de loger et nourrir les élèves et les étudiants. À cette fin, un internat comprend généralement un dortoir ou des chambres, un réfectoire et des salles d'études, douche ou de divertissement. Il est à distinguer du pensionnat qui est un établissement indépendant[réf. nécessaire].
Les raisons de placer un élève en internat sont nombreuses  : que ce soit pour effectuer sa scolarité dans des conditions de travail favorables, par nécessité de retrouver un cadre de vie et de travail stable, à cause de difficultés familiales ou sociales rendant souhaitable un éloignement momentané, ou tout simplement car l'établissement est trop éloigné du domicile et est mal desservi, ou encore pour que l'élève puisse suivre sa scolarité dans un établissement adapté (classes à horaires aménagés, sections sportives, etc.). Beaucoup d'établissements du secondaire en milieu rural sont également des internats, notamment les établissements d'enseignement agricole.

## Internats spécialisés
Il existe aussi des internats pour enfants handicapés mentaux ou physiques.
La prise en charge est effectuée par des personnels travailleurs sociaux issus de l'éducation spécialisée.

## En littérature
- Les Désarrois de l'élève Törless, de Robert Musil. (1906)
- Fermina Márquez, de Valery Larbaud. (1911)
- Chiens perdus sans collier, de Gilbert Cesbron, où des enfants et adolescents sont placés par des juges pour enfants dans un "internat d'éducation surveillée". (1954)
- La Ville et les Chiens, de Mario Vargas Llosa. (1963)